# 博布羅夫島

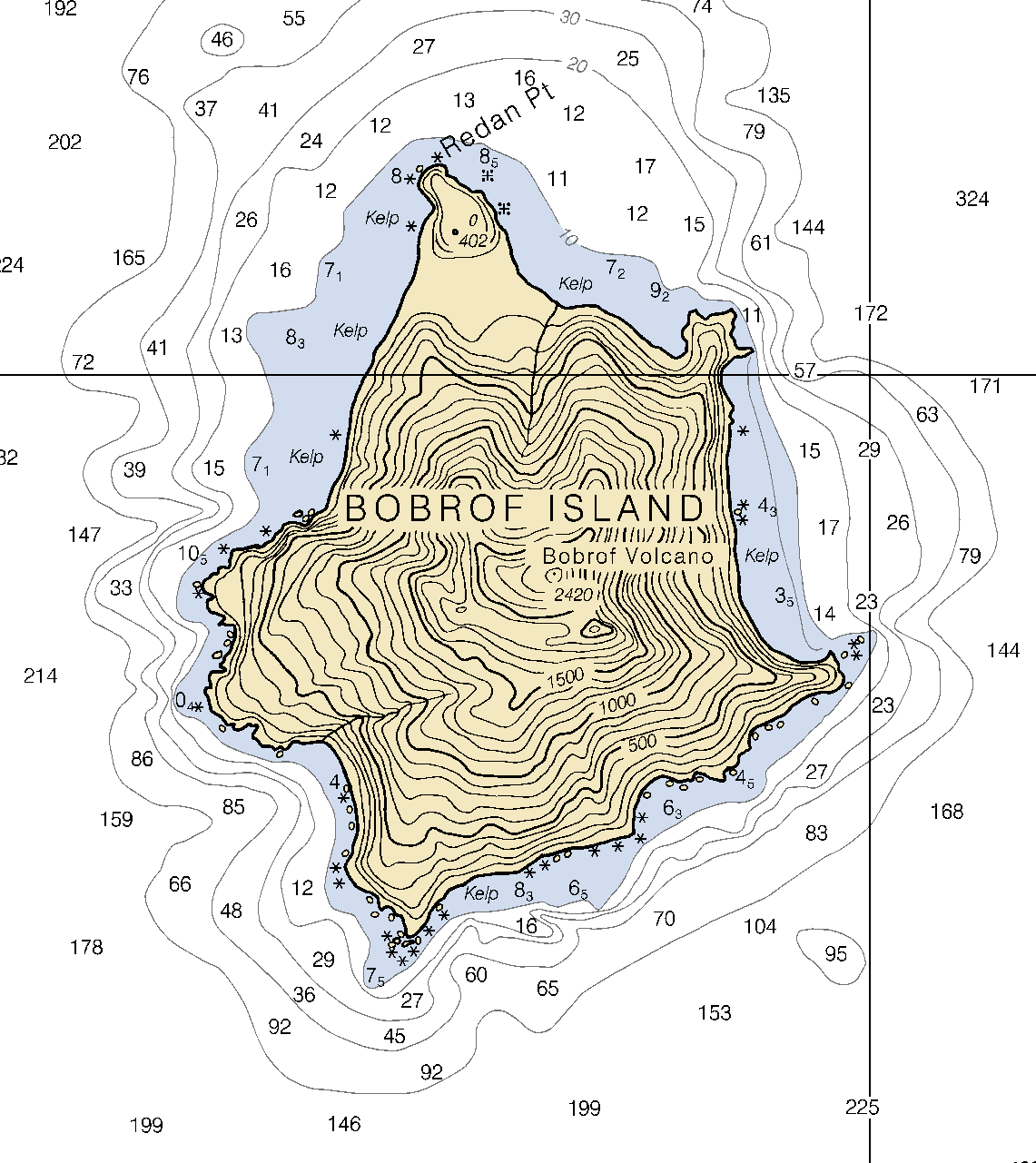

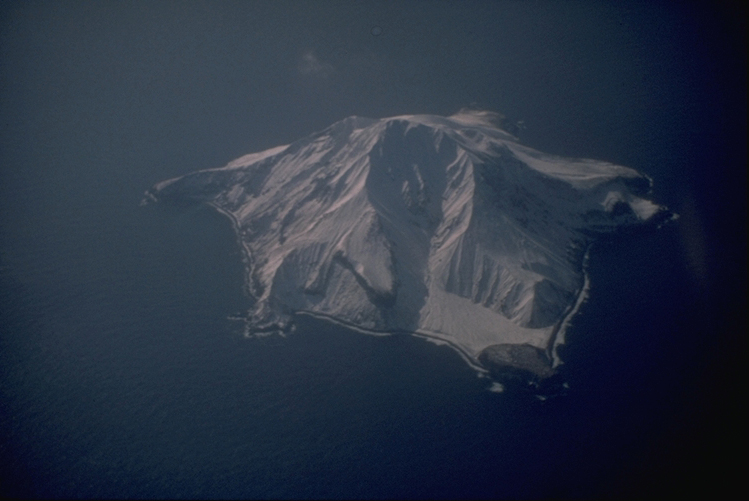

博布羅夫島是美國的火山島，位於太平洋海域，屬於安德烈亞諾夫群島的一部分，由阿拉斯加州負責管轄，長4公里，最高點海拔高度597米，島上無人居住。

## 外部連結
- Bobrof Island Photos （页面存档备份，存于） Photographs from Bobrof Island, July 2008